# Nieżłop nakwietny
Nieżłop nakwietny (Pipiza quadrimaculata) – gatunek muchówki z rodziny bzygowatych i rodzaju Pipiza.

## Opis
Muchówka o ciele długości od 6 do 8 mm. Głowę ma małą, czarną z owłosieniem twarzy i czoła ciemnym, nieco jaśniejszym u samic niż u samców. U samic na bokach czoła brak plamek z opylenia. Oczy złożone są owłosione, u samców holoptyczne, a u samic dychoptyczne. Brunatne czułki mają owalny trzeci człon. Czarny tułów porasta żółtobrunatne owłosienie. Barwa łuseczek tułowiowych i przezmianek jest biała. Powierzchnia skrzydeł jest równomiernie przyciemniona, u samic gęsto porośnięta mikroskopijnymi włoskami. Odnóża są ciemne, pozbawione kolców. Odwłok jest szeroki i krótki, o dobrze zaznaczonej listewce krawędziowej, czarny z jasnymi plamami na drugim i trzecim tergicie, przy czym plamki te mogą niekiedy częściowo lub całkowicie zanikać. Czwarty tergit odwłoka jest ponad dwukrotnie szerszy niż dłuższy. Tak jak inni przedstawiciele grupy gatunków P. luteitarsis samiec ma niższy gonocercus w hypandrium o około ⅓ długości teki.

## Biologia i ekologia
Owady dorosłe aktywne są od kwietnia do lipca, ale pojedyncze okazy można spotkać jeszcze później, zwłaszcza na większych wysokościach. Spotyka się na poboczach dróg, przecinkach i w starodrzewiach. Odwiedzają żółte kwiaty z rodziny astrowatych, kwiaty selerowatych oraz czosnaczków, czosnku niedźwiedziego, knieci, rzeżuch, dereni, wilczomleczy, poziomek, jabłoni, wszewłóg, pięciorników, jaskrów, jeżyn, wierzb, bzów i jarząbu pospolitego.
Larwy zasiedlają lasy, gdzie żerują na mszycach indukujących powstawanie galasów. Zimowanie larw odbywa się w ściółce leśnej.

## Rozprzestrzenienie
Owad znany z Francji, Luksemburga, Belgii, Holandii, Niemiec, Danii, Szwecji, Norwegii, Finlandii, Szwajcarii, Austrii, Włoch, Polski, Litwy, Łotwy, Estonii, Białorusi, Czech, Słowacji, Węgier, Rumunii, Bułgarii, Serbii, Czarnogóry i wschodniej Palearktyki od Syberii aż po wybrzeże Pacyfiku i Sachalin na wschodzie. Ponadto występuje w nearktycznej Ameryce Północnej od Waszyngtonu i Alberty po Quebec i Maine, na południe sięgając do Kolorado.